# Крятуоникштис
Крятуоникштис (лит. Kretuonykštis) — озеро в восточной части Литвы, расположено на территории Швенчёнского района.
Находится в 10 километрах к северу от города Швенчёнис в Аукштайтском национальном парке. Лежит на высоте 146,8 метра над уровнем моря. Окружено болотами.
Озеро имеет в целом округлую форму, на северо-востоке выраженный длинный залив. Длина озера около 1,1 километра, ширина до 0,96 километра. Площадь водной поверхности — 0,654 км² (65,4 га). Длина береговой линии — 4,48 км. Наибольшая глубина достигает 3 метра, средняя — 1,6 метра.
Сток осуществляет в соседнее озеро Крятуонас. Площадь водосборного бассейна озера — 85,5 км².
На юго-восточном берегу озера расположена деревня Ваюкишке.